# Diòcesis italianes

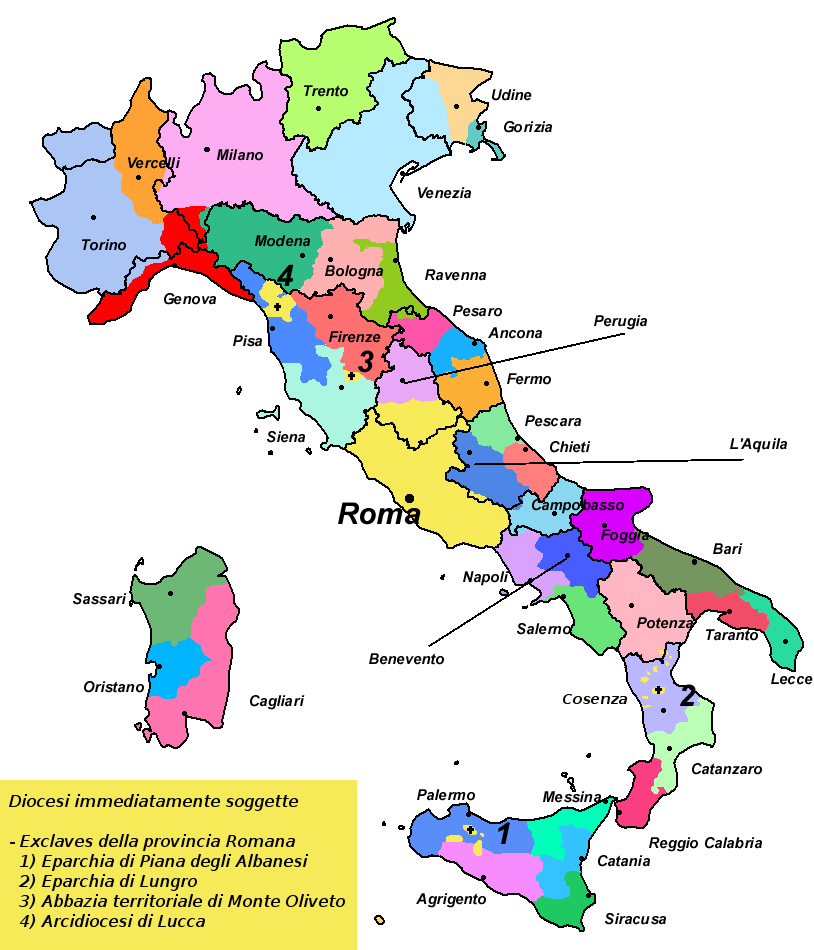
Mapa amb les diverses províncies eclesiàstiques italianes

Les diòcesis italianes corresponen a la part italiana del poble de Déu confiada a la cura pastoral del bisbe, ajudat pel seu prevere. Diverses diòcesis unides jeràrquicament a un arquebisbe poden formar una província eclesiàstica. El territori d'una diòcesi és del tot independent a la geografia política; algunes seus episcopals són capitals de província, d'altres són municipis i algunes són fraccions privades d'autonomia municipal.

Les diòcesis italianes en les quals es divideix l'Església catòlica italiana són les següents (en ordre alfabètic):
| Índex A B C D E F G H I J K L M N O P Q R S T U V W X Y Z |

## A
| Bisbat                                          | Seu                                      | Província eclesiàstica                           | Pàgina web                            | Bisbe                        | Notes                                             |
| ----------------------------------------------- | ---------------------------------------- | ------------------------------------------------ | ------------------------------------- | ---------------------------- | ------------------------------------------------- |
| Arquebisbat d'Acerenza                          | Acerenza                                 | Arquebisbat de Potenza-Muro Lucano-Marsico Nuovo |                                       | Seu vacant                   | Arquebisbat no metropolità                        |
| Bisbat d'Acerra                                 | Acerra                                   | Arquebisbat de Nàpols                            | Arxivat 2011-07-22 a Wayback Machine. | Antonio Di Donna             |                                                   |
| Bisbat d'Acireale                               | Acireale                                 | Arquebisbat de Catània                           |                                       | Antonino Raspanti            |                                                   |
| Bisbat d'Acqui                                  | Acqui Terme                              | Arquebisbat de Torí                              | Arxivat 2021-02-12 a Wayback Machine. | Pier Giorgio Micchiardi      |                                                   |
| Bisbat d'Adria-Rovigo                           | Adria, Rovigo                            | Patriarcat de Venècia                            | Arxivat 2010-03-12 a Wayback Machine. | Lucio Soravito De Franceschi |                                                   |
| Arquebisbat d'Agrigent                          | Agrigent                                 | seu                                              |                                       | Francesco Montenegro         | Metropolitana                                     |
| Bisbat d'Alba                                   | Alba                                     | Arquebisbat de Torí                              | Arxivat 2013-04-13 at Archive.is      | Giacomo Lanzetti             |                                                   |
| Bisbat suburbicari d'Albano                     | Albano Laziale                           | Bisbat de Roma                                   |                                       | Marcello Semeraro            | Església suburbicària de Roma                     |
| Bisbat d'Albenga-Imperia                        | Albenga, Imperia                         | Arquebisbat de Gènova                            | Arxivat 2008-05-12 a Wayback Machine. | Mario Oliveri                |                                                   |
| Bisbat d'Ales-Terralba                          | Ales, Terralba                           | Arquebisbat d'Oristany                           | Arxivat 2014-06-27 a Wayback Machine. | Giovanni Dettori             |                                                   |
| Bisbat d'Alessandria                            | Alessandria                              | Arquebisbat de Vercelli                          |                                       | Guido Gallese                |                                                   |
| Diòcesi de l'Alguer-Bosa                        | l'Alguer, Bosa                           | Arquebisbat de Sàsser                            |                                       | Mauro Maria Morfino          |                                                   |
| Bisbat d'Alife-Caiazzo                          | Alife, Caiazzo                           | Arquebisbat de Nàpols                            | Arxivat 2016-03-24 a Wayback Machine. | Valentino Di Cerbo           |                                                   |
| Bisbat d'Altamura-Gravina-Acquaviva delle Fonti | Altamura, Gravina, Acquaviva delle Fonti | Arquebisbat de Bari-Bitonto                      |                                       | Giovanni Ricchiuti           |                                                   |
| Arquebisbat d'Amalfi-Cava de' Tirreni           | Amalfi, Cava de' Tirreni                 | Arquebisbat de Salern-Campagna-Acerno            |                                       | Orazio Soricelli             | Arquebisbat no metropolità                        |
| Bisbat d'Anagni-Alatri                          | Anagni, Alatri                           |                                                  | Arxivat 2015-06-04 a Wayback Machine. | Lorenzo Loppa                | Immediatament subjecta a la Santa Seu - Episcopal |
| Arquebisbat d'Ancona-Osimo                      | Ancona, Osimo                            | seu                                              | Arxivat 2006-10-09 a Wayback Machine. | Edoardo Menichelli           | Metropolitana                                     |
| Bisbat d'Àndria                                 | Àndria                                   | Arquebisbat de Bari-Bitonto                      | Arxivat 2019-09-19 a Wayback Machine. | Raffaele Calabro             |                                                   |
| Bisbat d'Aosta                                  | Aosta                                    | Arquebisbat de Torí                              | Arxivat 2005-02-06 a Wayback Machine. | Franco Lovignana             |                                                   |
| Bisbat d'Arezzo-Cortona-Sansepolcro             | Arezzo, Cortona, Sansepolcro             | Arquebisbat de Florència                         |                                       | Riccardo Fontana             |                                                   |
| Bisbat d'Ariano Irpino-Lacedonia                | Ariano Irpino, Lacedonia                 | Arquebisbat de Benevent                          |                                       | Sede vacante                 |                                                   |
| Bisbat d'Ascoli Piceno                          | Ascoli Piceno                            | Arquebisbat de Fermo                             | Arxivat 2014-01-10 a Wayback Machine. | Giovanni D'Ercole            |                                                   |
| Bisbat d'Assís-Nocera Umbra-Gualdo Tadino       | Assís, Nocera Umbra, Gualdo Tadino       | Arquebisbat de Perusa-Città della Pieve          | Arxivat 2016-03-03 a Wayback Machine. | Domenico Sorrentino          |                                                   |
| Bisbat d'Asti                                   | Asti                                     | Arquebisbat de Torí                              |                                       | Francesco Guido Ravinale     |                                                   |
| Bisbat d'Avellino                               | Avellino                                 | Arquebisbat de Benevent                          | Arxivat 2006-11-13 a Wayback Machine. | Francesco Marino             |                                                   |
| Bisbat d'Aversa                                 | Aversa                                   | Arquebisbat de Nàpols                            |                                       | Angelo Spinillo              |                                                   |
| Bisbat d'Avezzano                               | Avezzano                                 | Arquebisbat de l'Aquila                          | Arxivat 2017-10-15 a Wayback Machine. | Pietro Santoro               |                                                   |

## B
| Bisbat                         | Seu               | Província eclesiàstica  | Pàgina web                            | Bisbe                     | Notes                            |
| ------------------------------ | ----------------- | ----------------------- | ------------------------------------- | ------------------------- | -------------------------------- |
| Arquebisbat de Bari-Bitonto    | Bari, Bitonto     | seu                     |                                       | Francesco Cacucci         | Metropolitana                    |
| Bisbat de Belluno-Feltre       | Belluno, Feltre   | Patriarcat de Venècia   |                                       | Giuseppe Andrich          |                                  |
| Arquebisbat de Benevent        | Benevento         | seu                     | Arxivat 2016-07-08 a Wayback Machine. | Andrea Mugione            | Metropolitana                    |
| Bisbat de Bèrgam               | Bèrgam            | Arquebisbat de Milà     |                                       | Francesco Beschi          |                                  |
| Bisbat de Biella               | Biella            | Arquebisbat de Vercelli |                                       | Gabriele Mana             |                                  |
| Arquebisbat de Bolonya         | Bolonya           | seu                     | Arxivat 2006-02-21 a Wayback Machine. | Carlo Caffarra - Cardenal | Metropolitana - Seu cardenalícia |
| Bisbat de Bolzano-Bressanone   | Bozen, Bressanone | Arquebisbat de Trento   |                                       | Ivo Muser                 |                                  |
| Bisbat de Brescia              | Brescia           | Arquebisbat de Milà     |                                       | Luciano Monari            |                                  |
| Arquebisbat de Bríndisi-Ostuni | Bríndisi, Ostuni  | Arquebisbat de Lecce    | Arxivat 2015-02-03 a Wayback Machine. | Domenico Caliandro        | Arquebisbat no metropolità       |

## C
| Bisbat                                               | Seu                                          | Província eclesiàstica                  | Pàgina web                            | Bisbe                       | Notes                                                |
| ---------------------------------------------------- | -------------------------------------------- | --------------------------------------- | ------------------------------------- | --------------------------- | ---------------------------------------------------- |
| Arquebisbat de Càller                                | Càller                                       | seu                                     |                                       | Arrigo Miglio               | Metropolitana                                        |
| Bisbat de Caltagirone                                | Caltagirone                                  | Arquebisbat de Catània                  |                                       | Calogero Peri               |                                                      |
| Bisbat de Caltanissetta                              | Caltanissetta                                | Arquebisbat d'Agrigent                  | Arxivat 2013-12-13 a Wayback Machine. | Mario Russotto              |                                                      |
| Arquebisbat de Camerino-San Severino Marche          | Camerino, San Severino Marche                | Arquebisbat de Fermo                    |                                       | Francesco Giovanni Brugnaro | Arquebisbat no metropolità                           |
| Arquebisbat de Campobasso-Boiano                     | Campobasso, Bojano                           | seu                                     | Arxivat 2015-06-04 a Wayback Machine. | Giancarlo Maria Bregantini  | Metropolitana                                        |
| Arquebisbat de Càpua                                 | Càpua                                        | Arquebisbat de Nàpols                   |                                       | Salvatore Visco             | Arquebisbat no metropolità                           |
| Bisbat de Carpi                                      | Carpi                                        | Arquebisbat de Mòdena-Nonantola         |                                       | Francesco Cavina            |                                                      |
| Bisbat de Casale Monferrato                          | Casale Monferrato                            | Arquebisbat de Vercelli                 | [ Enllaç no actiu ]                   | Alceste Catella             |                                                      |
| Bisbat de Caserta                                    | Caserta                                      | Arquebisbat de Nàpols                   |                                       | Giovanni D'Alise            |                                                      |
| Bisbat de Cassano allo Ionio                         | Cassano all'Ionio                            | Arquebisbat de Cosenza-Bisignano        | Arxivat 2016-03-03 a Wayback Machine. | Nunzio Galantino            |                                                      |
| Bisbat de Castellaneta                               | Castellaneta                                 | Arquebisbat de Tàrent                   |                                       | Claudio Maniago             |                                                      |
| Arquebisbat de Catània                               | Catània                                      | seu                                     |                                       | Salvatore Gristina          | Metropolitana                                        |
| Arquebisbat de Catanzaro-Squillace                   | Catanzaro                                    | seu                                     |                                       | Vincenzo Bertolone          | Metropolitana                                        |
| Bisbat de Cefalù                                     | Cefalù                                       | Arquebisbat de Palerm                   | Arxivat 2012-12-28 a Wayback Machine. | Vincenzo Manzella           |                                                      |
| Bisbat de Cerignola-Ascoli Satriano                  | Cerignola, Ascoli Satriano                   | Arquebisbat de Foggia-Bovino            | Arxivat 2014-09-03 a Wayback Machine. | Felice di Molfetta          |                                                      |
| Bisbat de Cerreto Sannita-Telese-Sant'Agata de' Goti | Cerreto Sannita, Telese, Sant'Agata de' Goti | Arquebisbat de Benevent                 |                                       | Michele De Rosa             |                                                      |
| Bisbat de Cesena-Sarsina                             | Cesena, Sarsina                              | Arquebisbat de Ravenna-Cervia           |                                       | Douglas Regattieri          |                                                      |
| Bisbat de Chiavari                                   | Chiavari                                     | Arquebisbat de Gènova                   | Arxivat 2013-07-13 a Wayback Machine. | Alberto Tanasini            |                                                      |
| Arquebisbat de Chieti-Vasto                          | Chieti, Vasto                                | seu                                     | Arxivat 2014-09-06 a Wayback Machine. | Bruno Forte                 | Metropolitana                                        |
| Bisbat de Chioggia                                   | Chioggia                                     | Patriarcat de Venècia                   |                                       | Adriano Tessarollo          |                                                      |
| Bisbat de Città di Castello                          | Città di Castello                            | Arquebisbat de Perusa-Città della Pieve | Arxivat 2016-03-03 a Wayback Machine. | Domenico Cancian            |                                                      |
| Bisbat de Civita Castellana                          | Civita Castellana                            |                                         |                                       | Romano Rossi                | Immediatament subjecta a la Santa Seu - Episcopal    |
| Bisbat de Civitavecchia-Tarquinia                    | Civitavecchia, Tarquinia                     |                                         |                                       | Luigi Marrucci              | Immediatament subjecta a la Santa Seu - Episcopal    |
| Bisbat de Como                                       | Como                                         | Arquebisbat de Milà                     | Arxivat 2015-02-11 a Wayback Machine. | Diego Coletti               |                                                      |
| Bisbat de Concordia-Pordenone                        | Concordia Sagittaria, Pordenone              | Patriarcat de Venècia                   |                                       | Giuseppe Pellegrini         |                                                      |
| Bisbat de Conversano-Monopoli                        | Conversano, Monopoli                         | Arquebisbat de Bari-Bitonto             | Arxivat 2014-08-01 a Wayback Machine. | Domenico Padovano           |                                                      |
| Arquebisbat de Cosenza-Bisignano                     | Cosenza, Bisignano                           | seu                                     | Arxivat 2005-02-03 a Wayback Machine. | Salvatore Nunnari           | Metropolitana                                        |
| Bisbat de Crema                                      | Crema                                        | Arquebisbat de Milà                     |                                       | Oscar Cantoni               |                                                      |
| Bisbat de Cremona                                    | Cremona                                      | Arquebisbat de Milà                     |                                       | Dante Lafranconi            |                                                      |
| Arquebisbat de Crotona-Santa Severina                | Crotona, Santa Severina                      | Arquebisbat de Catanzaro-Squillace      | Arxivat 2012-10-31 a Wayback Machine. | Domenico Graziani           | Arquebisbat no metropolità                           |
| Bisbat de Cuneo                                      | Cuneo                                        | Arquebisbat de Torí                     |                                       | Giuseppe Cavallotto         | Unida en la persona episcopal a la Bisbat de Fossano |

## E
| Bisbat             | Seu       | Província eclesiàstica | Pàgina web                            | Bisbe                | Notes |
| ------------------ | --------- | ---------------------- | ------------------------------------- | -------------------- | ----- |
| Bisbat d'Esglésies | Esglésies | Arquebisbat de Càller  | Arxivat 2008-05-02 a Wayback Machine. | Giovanni Paolo Zedda |       |

## F
| Bisbat                                   | Seu                               | Província eclesiàstica                  | Pàgina web                            | Bisbe                    | Notes                                              |
| ---------------------------------------- | --------------------------------- | --------------------------------------- | ------------------------------------- | ------------------------ | -------------------------------------------------- |
| Bisbat de Fabriano-Matelica              | Fabriano, Matelica                | Arquebisbat d'Ancona-Osimo              | Arxivat 2006-02-07 a Wayback Machine. | Giancarlo Vecerrica      |                                                    |
| Bisbat de Faenza-Modigliana              | Faenza, Modigliana                | Arquebisbat de Bolonya                  | Arxivat 2005-11-23 a Wayback Machine. | Claudio Stagni           |                                                    |
| Bisbat de Fano-Fossombrone-Cagli-Pergola | Fano, Fossombrone, Cagli, Pergola | Arquebisbat de Pesaro                   |                                       | Armando Trasarti         |                                                    |
| Arquebisbat de Fermo                     | Fermo                             | seu                                     | Arxivat 2005-04-28 a Wayback Machine. | Luigi Conti              | Metropolitana                                      |
| Arquebisbat de Ferrara-Comacchio         | Ferrara, Comacchio                | Arquebisbat de Bolonya                  | Arxivat 2015-11-17 a Wayback Machine. | Luigi Negri              | Arquebisbat no metropolità                         |
| Bisbat de Fidenza                        | Fidenza                           | Arquebisbat de Mòdena-Nonantola         |                                       | Carlo Mazza              |                                                    |
| Bisbat de Fiesole                        | Fiesole                           | Arquebisbat de Florència                |                                       | Mario Meini              |                                                    |
| Arquebisbat de Florència                 | Florència                         | seu                                     | Arxivat 2021-01-25 a Wayback Machine. | Giuseppe Betori          | Metropolitana - Seu cardenalícia                   |
| Arquebisbat de Foggia-Bovino             | Foggia, Bovino                    | seu                                     | Arxivat 2008-01-22 a Wayback Machine. | Francesco Pio Tamburrino | Metropolitana                                      |
| Bisbat de Foligno                        | Foligno                           | Arquebisbat de Perusa-Città della Pieve |                                       | Gualtiero Sigismondi     |                                                    |
| Bisbat de Forlì-Bertinoro                | Forlì, Bertinoro                  | Arquebisbat de Ravenna-Cervia           |                                       | Lino Pizzi               |                                                    |
| Bisbat de Fossano                        | Fossano                           | Arquebisbat de Torí                     |                                       | Giuseppe Cavallotto      | Unida en la persona episcopal a la Bisbat de Cuneo |
| Bisbat suburbicari de Frascati           | Frascati                          |                                         | Arxivat 2019-08-04 a Wayback Machine. | Raffaello Martinelli     | Església suburbicària de Roma                      |
| Bisbat de Frosinone-Veroli-Ferentino     | Frosinone, Veroli, Ferentino      |                                         | Arxivat 2020-06-08 a Wayback Machine. | Ambrogio Spreafico       | Immediatament subjecta a la Santa Seu - Episcopal  |

## G
| Bisbat                 | Seu      | Província eclesiàstica                              | Pàgina web                            | Bisbe                        | Notes                                                                |
| ---------------------- | -------- | --------------------------------------------------- | ------------------------------------- | ---------------------------- | -------------------------------------------------------------------- |
| Arquebisbat de Gaeta   | Gaeta    |                                                     | Arxivat 2006-06-18 a Wayback Machine. | Fabio Bernardo D'Onorio      | Immediatament subjecta a la Santa Seu - Arxidiocesal                 |
| Arquebisbat de Gènova  | Gènova   | seu                                                 |                                       | Angelo Bagnasco - Cardenal   | Metropolitana - Seu cardenalícia                                     |
| Arquebisbat de Gorizia | Gorizia  | seu                                                 |                                       | Carlo Roberto Maria Redaelli | Metropolitana. Nascuda arràn la dissolució del patriarcat d'Aquileia |
| Bisbat de Grosseto     | Grosseto | Arquebisbat de Siena-Colle di Val d'Elsa-Montalcino | Arxivat 2013-01-17 a Wayback Machine. | Rodolfo Cetoloni             |                                                                      |
| Bisbat de Gubbio       | Gubbio   | Arquebisbat de Perusa-Città della Pieve             | Arxivat 2010-10-10 a Wayback Machine. | Mario Ceccobelli             |                                                                      |

## I
| Bisbat                   | Seu              | Província eclesiàstica           | Pàgina web | Bisbe                | Notes |
| ------------------------ | ---------------- | -------------------------------- | --- | -------------------- | ----- |
| Bisbat d'Imola           | Imola            | Arquebisbat de Bolonya           | http://www.webdiocesi.chiesacattolica.it/cci_new/vis_diocesi.jsp?idDiocesi=88] Arxivat 2014-06-30 a Wayback Machine. | Tommaso Ghirelli     |       |
| Bisbat d'Ischia          | Ischia           | Arquebisbat de Nàpols            | http://www.diocesi.ischia.it/DiocesIschia.htm]                                                                       | Pietro Lagnese       |       |
| Bisbat d'Isernia-Venafro | Isernia, Venafro | Arquebisbat de Campobasso-Boiano | | Camillo Cibotti      |       |
| Bisbat d'Ivrea           | Ivrea            | Arquebisbat de Torí              | http://www.ivrea.chiesacattolica.it                                                                                  | Edoardo Aldo Cerrato |       |

## J
| Bisbat         | Seu  | Província eclesiàstica     | Pàgina web                                                                        | Bisbe           | Notes |
| -------------- | ---- | -------------------------- | --------------------------------------------------------------------------------- | --------------- | ----- |
| Bisbat de Jesi | Jesi | Arquebisbat d'Ancona-Osimo | http://www2.glauco.it/jesi/diocesi/home.htm Arxivat 2007-02-18 a Wayback Machine. | Gerardo Rocconi |       |

## L
| Bisbat                                    | Seu                                | Província eclesiàstica              | Pàgina web                            | Bisbe                       | Notes                                                |
| ----------------------------------------- | ---------------------------------- | ----------------------------------- | ------------------------------------- | --------------------------- | ---------------------------------------------------- |
| Bisbat de la Spezia-Sarzana-Brugnato      | La Spezia, Sarzana, Brugnato       | Arquebisbat de Gènova               |                                       | Luigi Ernesto Palletti      |                                                      |
| Bisbat de Lamezia Terme                   | Lamezia Terme                      | Arquebisbat de Catanzaro-Squillace  | Arxivat 2017-07-26 a Wayback Machine. | Luigi Antonio Cantafora     |                                                      |
| Arquebisbat de Lanciano-Ortona            | Lanciano, Ortona                   | Arquebisbat de Chieti-Vasto         | [ Enllaç no actiu ]                   | Emidio Cipollone            | Arquebisbat no metropolità                           |
| Bisbat de Lanusei                         | Lanusei                            | Arquebisbat de Cagliari             |                                       | Antonio Mura                |                                                      |
| Arquebisbat de l'Aquila                   | L'Aquila                           | seu                                 | Arxivat 2016-03-03 a Wayback Machine. | Giuseppe Petrocchi          | Metropolitana                                        |
| Bisbat de Latina-Terracina-Sezze-Priverno | Latina, Terracina, Sezze, Priverno |                                     |                                       | Mariano Crociata            | Immediatament subjecta a la Santa Seu - Episcopal    |
| Arquebisbat de Lecce                      | Lecce                              | seu                                 |                                       | Domenico Umberto D'Ambrosio | Metropolitana                                        |
| Bisbat de Livorno                         | Liorna                             | Arquebisbat de Pisa                 | Arxivat 2009-09-26 a Wayback Machine. | Simone Giusti               |                                                      |
| Bisbat de Locri-Gerace                    | Locri, Gerace                      | Arquebisbat de Reggio Calàbria-Bova |                                       | Francesco Oliva             |                                                      |
| Bisbat de Lodi                            | Lodi                               | Arquebisbat de Milà                 |                                       | Maurizio Malvestiti         |                                                      |
| Prelatura territorial de Loreto           | Loreto (Ancona)                    | Arquebisbat d'Ancona-Osimo          | Arxivat 2011-03-23 a Wayback Machine. | Giovanni Tonucci            |                                                      |
| Arquebisbat de Lucca                      | Lucca                              |                                     |                                       | Benvenuto Italo Castellani  | Immediatament subjecta a la Santa Seu - Arxidiocesal |
| Bisbat de Lucera-Troia                    | Lucera, Troia                      | Arquebisbat de Foggia-Bovino        |                                       | Domenico Cornacchia         |                                                      |
| Eparquia de Lungro                        | Lungro                             |                                     |                                       | Donato Oliverio             | Immediatament subjecta a la Santa Seu - Eparquia     |

## M
| Bisbat                                                 | Seu                                           | Província eclesiàstica                              | Pàgina web                            | Bisbe                   | Notes                                                      |
| ------------------------------------------------------ | --------------------------------------------- | --------------------------------------------------- | ------------------------------------- | ----------------------- | ---------------------------------------------------------- |
| Bisbat de Macerata-Tolentino-Recanati-Cingoli-Treia    | Macerata, Tolentino, Recanati, Cingoli, Treia | Arquebisbat de Fermo                                | Arxivat 2007-02-20 a Wayback Machine. | Nazzareno Marconi       |                                                            |
| Arquebisbat de Manfredonia-Vieste-San Giovanni Rotondo | Manfredonia, Vieste, San Giovanni Rotondo     | Arquebisbat de Foggia-Bovino                        | Arxivat 2013-12-30 a Wayback Machine. | Michele Castoro         | Arquebisbat no metropolità                                 |
| Bisbat de Màntua                                       | Màntua                                        | Arquebisbat de Milà                                 |                                       | Roberto Busti           |                                                            |
| Bisbat de Massa Carrara-Pontremoli                     | Massa, Carrara, Pontremoli                    | Arquebisbat de Pisa                                 | Arxivat 2016-03-03 a Wayback Machine. | Giovanni Santucci       |                                                            |
| Bisbat de Massa Marittima-Piombino                     | Massa Marittima, Piombino                     | Arquebisbat de Siena-Colle di Val d'Elsa-Montalcino |                                       | Carlo Ciattini          |                                                            |
| Arquebisbat de Matera-Irsina                           | Matera, Irsina                                | Arquebisbat de Potenza-Muro Lucano-Marsico Nuovo    | Arxivat 2021-02-11 a Wayback Machine. | Salvatore Ligorio       | Arquebisbat no metropolità                                 |
| Bisbat de Mazara del Vallo                             | Mazara del Vallo                              | Arquebisbat de Palerm                               |                                       | Domenico Mogavero       |                                                            |
| Bisbat de Melfi-Rapolla-Venosa                         | Melfi, Rapolla, Venosa                        | Arquebisbat de Potenza-Muro Lucano-Marsico Nuovo    |                                       | Gianfranco Todisco      |                                                            |
| Arquebisbat de Messina-Lipari-Santa Lucia del Mela     | Messina, Lipari, Santa Lucia del Mela         | seu                                                 |                                       | Calogero La Piana       | Metropolitana                                              |
| Arquebisbat de Milà                                    | Milà                                          | seu                                                 |                                       | Angelo Scola - Cardenal | Metropolitana - Seu cardenalícia                           |
| Bisbat de Mileto-Nicotera-Tropea                       | Mileto, Nicotera, Tropea                      | Arquebisbat de Reggio Calàbria-Bova                 | Arxivat 2017-06-20 a Wayback Machine. | Luigi Renzo             |                                                            |
| Arquebisbat de Mòdena-Nonantola                        | Mòdena, Nonantola                             | seu                                                 |                                       | Antonio Lanfranchi      | Metropolitana                                              |
| Bisbat de Molfetta-Ruvo-Giovinazzo-Terlizzi            | Molfetta, Ruvo, Giovinazzo, Terlizzi          | Arquebisbat de Bari-Bitonto                         | Arxivat 2018-12-02 a Wayback Machine. | Luigi Martella          |                                                            |
| Bisbat de Mondovì                                      | Mondovì                                       | Arquebisbat de Torí                                 | Arxivat 2012-06-14 a Wayback Machine. | Luciano Pacomio         |                                                            |
| Arquebisbat de Monreale                                | Monreale                                      | Arquebisbat de Palerm                               | Arxivat 2015-04-21 a Wayback Machine. | Michele Pennisi         | Arquebisbat no metropolità                                 |
| Abadia territorial de Montecassino                     | Abadia de Montecassino                        | Bisbat de Roma                                      | Arxivat 2013-03-18 a Wayback Machine. | Sede vacante            |                                                            |
| Abadia territorial de Monte Oliveto Maggiore           | Chiusure                                      |                                                     |                                       | Diego Gualtiero Rosa    | Immediatament subjecta a la Santa Seu - Abadia territorial |
| Bisbat de Montepulciano-Chiusi-Pienza                  | Montepulciano, Chiusi, Pienza                 | Arquebisbat de Siena-Colle di Val d'Elsa-Montalcino |                                       | Stefano Manetti         |                                                            |
| Abadia territorial de Montevergine                     | Mercogliano                                   | Arquebisbat de Benevent                             | Arxivat 2010-04-20 a Wayback Machine. | Sede vacante            |                                                            |

## N
| Bisbat                           | Seu                               | Província eclesiàstica                | Pàgina web                            | Bisbe                      | Notes                            |
| -------------------------------- | --------------------------------- | ------------------------------------- | ------------------------------------- | -------------------------- | -------------------------------- |
| Arquebisbat de Nàpols            | Nàpols                            | seu                                   | Arxivat 2014-10-12 a Wayback Machine. | Crescenzio Sepe - Cardenal | Metropolitana - Seu cardenalícia |
| Bisbat de Nardò-Gal·lípoli       | Nardò, Gal·lípoli                 | Arquebisbat de Lecce                  | Arxivat 2016-05-23 a Wayback Machine. | Fernando Filograna         |                                  |
| Bisbat de Nicosia                | Nicosia                           | Arquebisbat de Messina                | Arxivat 2013-12-13 a Wayback Machine. | Salvatore Muratore         |                                  |
| Bisbat de Nocera Inferiore-Sarno | Nocera Inferiore, ciutat de Sarno | Arquebisbat de Salern-Campagna-Acerno |                                       | Giuseppe Giudice           |                                  |
| Bisbat de Nola                   | Nola                              | Arquebisbat de Nàpols                 |                                       | Beniamino Depalma          |                                  |
| Bisbat de Noto                   | Noto                              | Arquebisbat de Siracusa               |                                       | Antonio Staglianò          |                                  |
| Bisbat de Novara                 | Novara                            | Arquebisbat de Vercelli               |                                       | Franco Giulio Brambilla    |                                  |
| Bisbat de Nuoro                  | Nuoro                             | Arquebisbat de Càller                 | Arxivat 2014-10-06 a Wayback Machine. | Mosè Marcia                |                                  |

## O
| Bisbat                          | Seu                     | Província eclesiàstica              | Pàgina web                            | Bisbe              | Notes                                             |
| ------------------------------- | ----------------------- | ----------------------------------- | ------------------------------------- | ------------------ | ------------------------------------------------- |
| Bisbat d'Oppido Mamertina-Palmi | Oppido Mamertina, Palmi | Arquebisbat de Reggio Calàbria-Bova | Arxivat 2016-07-03 a Wayback Machine. | Francesco Milito   |                                                   |
| Bisbat d'Oria                   | Oria                    | Arquebisbat de Tàrent               |                                       | Vincenzo Pisanello |                                                   |
| Arquebisbat d'Oristany          | Oristany                | seu                                 |                                       | Ignazio Sanna      | Metropolitana                                     |
| Bisbat d'Orvieto-Todi           | Orvieto, Todi           |                                     | Arxivat 2009-02-01 a Wayback Machine. | Benedetto Tuzia    | Immediatament subjecta a la Santa Seu - Episcopal |
| Bisbat suburbicari d'Òstia      | Òstia                   |                                     |                                       |                    | Església suburbicària de Roma                     |
| Arquebisbat d'Otranto           | Òtranto                 | Arquebisbat de Lecce                | Arxivat 2020-08-03 a Wayback Machine. | Donato Negro       | Arquebisbat no metropolità                        |
| Bisbat d'Ozieri                 | Ozieri                  | Arquebisbat de Sàsser               | Arxivat 2013-05-15 a Wayback Machine. | Sede vacante       |                                                   |

## P
| Bisbat                                           | Seu                                 | Província eclesiàstica                              | Pàgina web                            | Bisbe                  | Notes                                            |
| ------------------------------------------------ | ----------------------------------- | --------------------------------------------------- | ------------------------------------- | ---------------------- | ------------------------------------------------ |
| Bisbat de Pàdua                                  | Pàdua                               | Patriarcat de Venècia                               |                                       | Antonio Mattiazzo      |                                                  |
| Arquebisbat de Palerm                            | Palerm                              | seu                                                 |                                       | Paolo Romeo - Cardenal | Metropolitana - Seu cardenalícia                 |
| Bisbat suburbicari de Palestrina                 | Palestrina                          | Bisbat de Roma                                      |                                       | Domenico Sigalini      | Església suburbicària de Roma                    |
| Bisbat de Parma                                  | Parma                               | Arquebisbat de Mòdena-Nonantola                     |                                       | Enrico Solmi           |                                                  |
| Bisbat de Patti                                  | Patti                               | Arquebisbat de Messina                              | Arxivat 2006-05-16 a Wayback Machine. | Ignazio Zambito        |                                                  |
| Bisbat de Pavia                                  | Pavia                               | Arquebisbat de Milà                                 |                                       | Giovanni Giudici       |                                                  |
| Arquebisbat de Perusa-Città della Pieve          | Perusa, Città della Pieve           | seu                                                 | Arxivat 2015-06-04 a Wayback Machine. | Gualtiero Bassetti     | Metropolitana                                    |
| Arquebisbat de Pesaro                            | Pesaro                              | seu                                                 |                                       | Piero Coccia           | Metropolitana                                    |
| Arquebisbat de Pescara-Penne                     | Pescara, Penne                      | seu                                                 |                                       | Tommaso Valentinetti   | Metropolitana                                    |
| Bisbat de Pescia                                 | Pescia                              | Arquebisbat de Pisa                                 |                                       | Giovanni De Vivo       |                                                  |
| Bisbat de Piacenza-Bobbio                        | Piacenza, Bobbio                    | Arquebisbat de Mòdena-Nonantola                     | Arxivat 2005-02-05 a Wayback Machine. | Gianni Ambrosio        |                                                  |
| Eparquia de Piana degli Albanesi                 | Piana degli Albanesi                |                                                     | [ Enllaç no actiu ]                   | Sede vacante           | Immediatament subjecta a la Santa Seu - Eparquia |
| Bisbat de Piazza Armerina                        | Piazza Armerina                     | Arquebisbat d'Agrigent                              | Arxivat 2005-04-03 a Wayback Machine. | Rosario Gisana         |                                                  |
| Bisbat de Pinerolo                               | Pinerolo                            | Arquebisbat de Torí                                 |                                       | Piergiorgio Debernardi |                                                  |
| Arquebisbat de Pisa                              | Pisa                                | seu                                                 |                                       | Giovanni Paolo Benotto | Metropolitana                                    |
| Bisbat de Pistoia                                | Pistoia                             | Arquebisbat de Florència                            | Arxivat 2008-09-26 a Wayback Machine. | Sede vacante           |                                                  |
| Bisbat de Pitigliano-Sovana-Orbetello            | Pitigliano, Sovana, Orbetello       | Arquebisbat de Siena-Colle di Val d'Elsa-Montalcino | Arxivat 2016-03-03 a Wayback Machine. | Guglielmo Borghetti    |                                                  |
| Prelatura territorial de Pompeia                 | Pompeia                             | Arquebisbat de Nàpols                               |                                       | Tommaso Caputo         |                                                  |
| Bisbat suburbicari de Porto-Santa Rufina         | Roma                                | Bisbat de Roma                                      |                                       | Gino Reali             | Església suburbicària de Roma                    |
| Arquebisbat de Potenza-Muro Lucano-Marsico Nuovo | Potenza, Muro Lucano, Marsico Nuovo | seu                                                 | Arxivat 2016-05-23 a Wayback Machine. | Agostino Superbo       | Metropolitana                                    |
| Bisbat de Pozzuoli                               | Pozzuoli                            | Arquebisbat de Nàpols                               |                                       | Gennaro Pascarella     |                                                  |
| Bisbat de Prato                                  | Prato                               | Arquebisbat de Florència                            |                                       | Franco Agostinelli     |                                                  |

## R
| Bisbat                                 | Seu                           | Província eclesiàstica           | Pàgina web                            | Bisbe                     | Notes                                             |
| -------------------------------------- | ----------------------------- | -------------------------------- | ------------------------------------- | ------------------------- | ------------------------------------------------- |
| Bisbat de Ragusa                       | Ragusa (Sicília)              | Arquebisbat de Siracusa          |                                       | Paolo Urso                |                                                   |
| Arquebisbat de Ravenna-Cervia          | Ravenna, Cervia               | seu                              |                                       | Lorenzo Ghizzoni          | Metropolitana                                     |
| Arquebisbat de Reggio Calàbria-Bova    | Reggio Calabria, Bova         | seu                              |                                       | Giuseppe Fiorini Morosini | Metropolitana                                     |
| Bisbat de Reggio de l'Emília-Guastalla | Reggio nell'Emilia, Guastalla | Arquebisbat de Mòdena-Nonantola  | Arxivat 2012-04-20 a Wayback Machine. | Massimo Camisasca         |                                                   |
| Bisbat de Rieti                        | Rieti                         |                                  | Arxivat 2015-09-05 a Wayback Machine. | Delio Lucarelli           | Immediatament subjecta a la Santa Seu - Episcopal |
| Bisbat de Rímini                       | Rímini                        | Arquebisbat de Ravenna-Cervia    |                                       | Francesco Lambiasi        |                                                   |
| Bisbat de Roma                         | Roma                          |                                  |                                       | Papa Francesc             | Cardenal vicari: Agostino Vallini                 |
| Arquebisbat de Rossano-Cariati         | Rossano, Cariati              | Arquebisbat de Cosenza-Bisignano | Arxivat 2005-02-12 a Wayback Machine. | Giuseppe Satriano         | Arquebisbat no metropolità                        |

## S
| Bisbat                                                          | Seu                                              | Província eclesiàstica                | Pàgina web                            | Bisbe                       | Notes                                                |
| --------------------------------------------------------------- | ------------------------------------------------ | ------------------------------------- | ------------------------------------- | --------------------------- | ---------------------------------------------------- |
| Bisbat suburbicari de Sabina-Poggio Mirteto                     | Sabina, Poggio Mirteto                           |                                       |                                       | Ernesto Mandara             | Església suburbicària de Roma                        |
| Arquebisbat de Salern-Campagna-Acerno                           | Salern, Campagna, Acerno                         | seu                                   |                                       | Luigi Moretti               | Metropolitana                                        |
| Bisbat de Saluzzo                                               | Saluzzo                                          | Arquebisbat de Torí                   | Arxivat 2014-03-05 a Wayback Machine. | Giuseppe Guerrini           |                                                      |
| Bisbat de San Benedetto del Tronto-Ripatransone-Montalto        | San Benedetto del Tronto, Ripatransone, Montalto | Arquebisbat de Fermo                  | Arxivat 2014-02-12 a Wayback Machine. | Carlo Bresciani             |                                                      |
| Bisbat de San Marco Argentano-Scalea                            | San Marco Argentano, Scalea                      | Arquebisbat de Cosenza-Bisignano      | Arxivat 2014-02-22 a Wayback Machine. | Leonardo Bonanno            |                                                      |
| Bisbat de San Marino-Montefeltro                                | Pennabilli, San Marino                           | Arquebisbat de Ravenna-Cervia         | Arxivat 2005-02-04 a Wayback Machine. | Andrea Turazzi              |                                                      |
| Bisbat de San Miniato                                           | San Miniato                                      | Arquebisbat de Florència              | Arxivat 2013-10-27 a Wayback Machine. | Fausto Tardelli             |                                                      |
| Bisbat de San Severo                                            | San Severo                                       | Arquebisbat de Foggia-Bovino          |                                       | Lucio Angelo Renna          |                                                      |
| Abadia territorial de Santa Maria di Grottaferrata              | Grottaferrata                                    |                                       | Arxivat 2019-02-03 a Wayback Machine. | Sede vacante                | Immediatament subjecta a la Santa Seu                |
| Arquebisbat de Sant'Angelo dei Lombardi-Conza-Nusco-Bisaccia    | Sant'Angelo dei Lombardi, Conza, Nusco, Bisaccia | Arquebisbat de Benevent               | [ Enllaç no actiu ]                   | Pasquale Cascio             |                                                      |
| Abadia territorial de la Santissima Trinità di Cava de' Tirreni | Cava de' Tirreni                                 | Arquebisbat de Salern-Campagna-Acerno |                                       | Michele Petruzzelli         | Abadia territorial                                   |
| Arquebisbat de Sàsser                                           | Sàsser                                           | seu                                   | Arxivat 2006-05-07 a Wayback Machine. | Paolo Mario Virgilio Atzei  | Metropolitana                                        |
| Bisbat de Savona-Noli                                           | Savona, Noli                                     | Arquebisbat de Gènova                 | Arxivat 2015-07-21 a Wayback Machine. | Vittorio Lupi               |                                                      |
| Bisbat de Senigallia                                            | Senigallia                                       | Arquebisbat d'Ancona-Osimo            |                                       | Giuseppe Orlandoni          | Ha absort el bisbat d'Ostra (citat al segle iv)      |
| Bisbat de Sessa Aurunca                                         | Sessa Aurunca                                    | Arquebisbat de Nàpols                 | Arxivat 2013-04-23 a Wayback Machine. | Orazio Francesco Piazza     |                                                      |
| Arquebisbat de Siena-Colle di Val d'Elsa-Montalcino             | Siena, Colle di Val d'Elsa, Montalcino           | seu                                   |                                       | Antonio Buoncristiani       | Metropolitana                                        |
| Arquebisbat de Siracusa                                         | Siracusa                                         | seu                                   |                                       | Salvatore Pappalardo        | Metropolitana                                        |
| Bisbat de Sora-Aquino-Pontecorvo                                | Sora, Aquino, Pontecorvo                         |                                       |                                       | Gerardo Antonazzo           | Immediatament subjecta a la Santa Seu                |
| Arquebisbat de Sorrento-Castellammare di Stabia                 | Sorrento, Castellammare di Stabia                | Arquebisbat de Nàpols                 |                                       | Francesco Alfano            |                                                      |
| Arquebisbat de Spoleto-Norcia                                   | Spoleto, Norcia                                  |                                       | Arxivat 2017-06-29 a Wayback Machine. | Renato Boccardo             | Immediatament subjecta a la Santa Seu - Arxidiocesal |
| Abadia territorial de Subiaco                                   | Subiaco                                          |                                       |                                       | Mauro Meacci                | Immediatament subjecta a la Santa Seu                |
| Bisbat de Sulmona-Valva                                         | Sulmona, Corfinio                                | Arquebisbat de l'Aquila               |                                       | Angelo Spina                |                                                      |
| Bisbat de Susa                                                  | Susa                                             | Arquebisbat de Torí                   | Arxivat 2012-11-15 a Wayback Machine. | Alfonso Badini Confalonieri |                                                      |

## T
| Bisbat                                           | Seu                             | Província eclesiàstica                           | Pàgina web                            | Bisbe                       | Notes                                                  |
| ------------------------------------------------ | ------------------------------- | ------------------------------------------------ | ------------------------------------- | --------------------------- | ------------------------------------------------------ |
| Arquebisbat de Tàrent                            | Tàrent                          | seu                                              | Arxivat 2016-06-19 a Wayback Machine. | Filippo Santoro             | Metropolitana                                          |
| Bisbat de Teano-Calvi                            | Teano, Calvi                    | Arquebisbat de Nàpols                            |                                       | Arturo Aiello               |                                                        |
| Bisbat de Teggiano-Policastro                    | Teggiano, Policastro Bussentino | Arquebisbat de Salern-Campagna-Acerno            |                                       | Antonio De Luca             |                                                        |
| Bisbat de Tempio-Ampurias                        | Tempio Pausania, Castelsardo    | Arquebisbat de Sàsser                            |                                       | Sebastiano Sanguinetti      |                                                        |
| Bisbat de Teramo-Atri                            | Teramo, Atri                    | Arquebisbat de Pescara-Penne                     |                                       | Michele Seccia              |                                                        |
| Bisbat de Termoli-Larino                         | Termoli, Larino                 | Arquebisbat de Campobasso-Boiano                 |                                       | Gianfranco De Luca          |                                                        |
| Bisbat de Terni-Narni-Amelia                     | Terni, Narni, Amelia            |                                                  |                                       | Giuseppe Piemontese         | Immediatament subjecta a la Santa Seu                  |
| Bisbat de Tívoli                                 | Tívoli                          |                                                  | Arxivat 2016-03-04 a Wayback Machine. | Mauro Parmeggiani           | Immediatament subjecta a la Santa Seu                  |
| Arquebisbat de Torí                              | Torí                            | seu                                              |                                       | Cesare Nosiglia             | Metropolitana - Seu cardenalícia                       |
| Bisbat de Tortona                                | Tortona                         | Arquebisbat de Gènova                            |                                       | Martino Canessa             |                                                        |
| Arquebisbat de Trani-Barletta-Bisceglie-Nazareth | Trani, Barletta, Bisceglie      | Arquebisbat de Bari-Bitonto                      | Arxivat 2014-07-15 a Wayback Machine. | Giovanni Battista Pichierri | Arquebisbat no metropolità                             |
| Bisbat de Trapani                                | Trapani                         | Arquebisbat de Palerm                            |                                       | Pietro Maria Fragnelli      |                                                        |
| Arquebisbat de Trento                            | Trento                          | seu                                              | Arxivat 2021-09-20 a Wayback Machine. | Luigi Bressan               | Metropolitana                                          |
| Bisbat de Treviso                                | Treviso                         | Patriarcat de Venècia                            |                                       | Gianfranco Agostino Gardin  |                                                        |
| Bisbat de Tricarico                              | Tricarico                       | Arquebisbat de Potenza-Muro Lucano-Marsico Nuovo |                                       | Vincenzo Carmine Orofino    |                                                        |
| Bisbat de Trieste                                | Trieste                         | Arquebisbat de Gorizia                           |                                       | Giampaolo Crepaldi          | entre 1828 i 1977 estava unit al Bisbat de Capodistria |
| Bisbat de Trivento                               | Trivento                        | Arquebisbat de Campobasso-Boiano                 |                                       | Domenico Angelo Scotti      |                                                        |
| Bisbat de Tursi-Lagonegro                        | Tursi, Lagonegro                | Arquebisbat de Potenza-Muro Lucano-Marsico Nuovo | Arxivat 2008-09-24 a Wayback Machine. | Francescantonio Nolè        | ja Bisbat d'Anglona, Anglona-Tursi;                    |

## U
| Bisbat                                           | Seu                                  | Província eclesiàstica | Pàgina web                            | Bisbe                  | Notes                                                                   |
| ------------------------------------------------ | ------------------------------------ | ---------------------- | ------------------------------------- | ---------------------- | ----------------------------------------------------------------------- |
| Arquebisbat d'Udine                              | Udine                                | seu                    | Arxivat 2015-02-11 a Wayback Machine. | Andrea Bruno Mazzocato | Metropolitana. Nascuda arran de la dissolució del patriarcat d'Aquileia |
| Bisbat d'Ugento-Santa Maria di Leuca             | Ugento, Santa Maria di Leuca         | Arquebisbat de Lecce   |                                       | Vito Angiuli           |                                                                         |
| Arquebisbat d'Urbino-Urbania-Sant'Angelo in Vado | Urbino, Urbania, Sant'Angelo in Vado | Arquebisbat de Pesaro  |                                       | Giovanni Tani          |                                                                         |

## V
| Bisbat                               | Seu                  | Província eclesiàstica                | Pàgina web                            | Bisbe              | Notes                                                                    |
| ------------------------------------ | -------------------- | ------------------------------------- | ------------------------------------- | ------------------ | ------------------------------------------------------------------------ |
| Bisbat de Vallo della Lucania        | Vallo della Lucania  | Arquebisbat de Salern-Campagna-Acerno |                                       | Ciro Miniero       |                                                                          |
| Bisbat suburbicari de Velletri-Segni | Velletri, Segni      |                                       |                                       | Vincenzo Apicella  | Església suburbicària de Roma                                            |
| Patriarcat de Venècia                | Venècia              | seu                                   | Arxivat 2007-09-27 a Wayback Machine. | Francesco Moraglia | Metropolitana - Seu cardenalícia                                         |
| Bisbat de Ventimiglia-Sanremo        | Ventimiglia, Sanremo | Arquebisbat de Gènova                 | Arxivat 2010-01-28 a Wayback Machine. | Antonio Suetta     |                                                                          |
| Arquebisbat de Vercelli              | Vercelli             | seu                                   |                                       | Marco Arnolfo      | Metropolitana                                                            |
| Bisbat de Verona                     | Verona               | Patriarcat de Venècia                 |                                       | Giuseppe Zenti     |                                                                          |
| Bisbat de Vicenza                    | Vicenza              | Patriarcat de Venècia                 |                                       | Beniamino Pizziol  |                                                                          |
| Bisbat de Vigevano                   | Vigevano             | Arquebisbat de Milà                   | Arxivat 2009-10-10 a Wayback Machine. | Maurizio Gervasoni |                                                                          |
| Bisbat de Viterbo                    | Viterbo              |                                       | Arxivat 2016-03-03 a Wayback Machine. | Lino Fumagalli     | Immediatament subjecta a la Santa Seu                                    |
| Bisbat de Vittorio Veneto            | Vittorio Veneto      | Patriarcat de Venècia                 | [ Enllaç no actiu ]                   | Corrado Pizziolo   | ja Bisbat de Ceneda, heretà gran part del territori del bisbat d'Oderzo. |
| Bisbat de Volterra                   | Volterra             | Arquebisbat de Pisa                   | Arxivat 2014-08-31 a Wayback Machine. | Alberto Silvani    |                                                                          |